# Footprint (Verein)
Der 2011 gegründete Wiener Verein Footprint – Betreuung, Freiraum & Integration für Betroffene von Frauenhandel und Gewalt (Eigenschreibung: FOOTPRINT) ist eine Nichtregierungsorganisation (NGO), die sich für von Frauenhandel und/oder Gewalt Betroffene einsetzt.

## Gründung
Die Idee zur Gründung einer eigenen NGO kam Hannah-Isabella Gasser während ihrer Diplomarbeit zum Thema Zwangsprostitution afrikanischer Migrantinnen in Österreich und der Auseinandersetzung mit dem Thema Frauenhandel in diversen Praktika. 2011 entwickelte sie schließlich gemeinsam mit Hannah Lux eine Projektidee, welche schließlich zur Gründung von Footprint führte. Durch die Auszeichnungen mit dem Social Impact Award und dem Ideen-gegen-Armut-Preis 2011 wurde die finanzielle Grundlage für die Gründung des Vereins geschaffen.

## Ziel
Die rund 20 ehrenamtlichen Mitarbeiter (Stand Juli 2015) von Footprint wollen Frauen und Mädchen in Österreich, die von Frauenhandel und Gewalt betroffen sind, zu ihren Rechten verhelfen und ein gesellschaftliches Randthema ins öffentliche Blickfeld rücken. Den Betroffenen sollen Zukunftsperspektiven aufgezeigt werden, außerdem besteht für sie die Möglichkeit Sozial- und Rechtsberatung, sowie Weiterbildungskurse, in Anspruch zu nehmen. Footprint soll einen Ort des emotionalen Rückzugs darstellen. Frauen und Mädchen werden auf ihrem Weg in eine möglichst selbstbestimmte Zukunft begleitet.
Footprint liegt besonders die Niederschwelligkeit der Betreuungsangebote am Herzen: Frauen können ihre Anonymität wahren und während der Öffnungszeiten jederzeit ohne Terminvereinbarung vorbeikommen.
Footprint spricht sich nicht gegen Prostitution per se aus, insofern diese freiwillig und ohne andere Personen dahinter ausgeübt wird.

## Angebote und Kurse
Neben Sozial- und Rechtsberatung haben die Betroffenen von Frauenhandel und Gewalt die Möglichkeit an Sprach-, Sport- und Selbstverteidigungskursen im 6. Wiener Gemeindebezirk teilzunehmen. Der Besuch der Kurse ist für Betroffene kostenlos, Nicht-Betroffene leisten für die Teilnahme an den Sportkursen einen finanziellen Beitrag, der wiederum den Betroffenen zugutekommt. Somit haben die Frauen auch die Möglichkeit, neue soziale Kontakte zu knüpfen und bekommen das Gefühl, ein gleichwertiges Mitglied der österreichischen Gesellschaft zu sein.

### Sozialberatung
Die Sozialberatungen stellen einen Teil des niederschwelligen Konzepts dar. Die Klientinnen können diese demnach in Anspruch nehmen, verpflichtet werden sie allerdings nicht dazu. Die Beratungen können demnach auch anonym erfolgen. Themen der Sozialberatung sind unter anderem: Finanzielle Grundlage/Versorgung, Jobsuche, Wohnungssuche, Ausbildung und Sprachkurse, Verarbeitung emotional belastender und/oder traumatischer Erfahrungen, Probleme mit Aufenthaltsstatus.

### Deutschkurse
Der Verein bietet den Klientinnen kostenlose Deutschkurse für die Niveaustufen A1 bis B1 an. Dies soll die Integration der Frauen in die Gesellschaft unterstützen, welche oft durch Sprachbarrieren gehindert wird.

### Bewegungskurse
Einen Schwerpunkt der Betätigung von Footprint stellen Sport- und Bewegungskurse dar, die mit Unterstützung des österreichischen Sportministeriums angeboten werden. Viele Betroffene von Frauenhandel und Gewalt sind durch ihre schwierigen Arbeits- und Lebensverhältnisse traumatisiert. Bewegung in der Gruppe kann helfen, Vertrauen in sich selbst und andere Menschen wieder aufzubauen oder zu stärken. Deshalb werden in den Vereinsräumlichkeiten Bewegungskurse angeboten, an denen Betroffene kostenlos und nicht-betroffene Frauen gemeinsam trainieren können. Dabei wird ein Raum zum gegenseitigen Kennenlernen von Menschen aus verschiedenen Kulturen geschaffen und gleichzeitig eine niederschwellige Therapiemöglichkeit geboten.

## Finanzierung
Der Verein wird in erster Linie durch Spenden finanziert. Diese können auch in Form einer Mitgliedschaft, den sogenannten Footprint Friends, erbracht werden. Weitere Gelder werden durch Charity-Events, Preisgelder, Sponsoring und z. B. Bewegungskurse eingenommen.

## Kooperationspartner
- Notrufberatung für vergewaltigte Frauen und Mädchen
- Peppa – interkulturelles Mädchenzentrum
- SOLWODI – Solidarität mit Frauen in Not
- Herzwerk – eine Initiative für Opfer von Zwangsprostitution und Menschenhandel
- Hemayat – Betreuungszentrum für Folter- und Kriegsüberlebende
- Caritas Österreich

## Auszeichnungen & Awards
- 2011: Social Impact Award[8]
- 2011: 3. Platz beim Innovationspreis von Ideen gegen Armut (Kooperation von Coca Cola Österreich, Der Standard und dem NPO & SE Kompetenzzentrum der Wirtschaftsuniversität Wien)[9]
- 2013: 2. Platz beim Integrationspreis Sport der Wiener Gesundheitsförderung (Stadt Wien)[10]
- 2014: Nominierung des Projekts  Bewegte Integration bei Orte des Respekts, der Initiative des Vereins Respekt.Net[11]